# سنغر (إيران)
سنغر (بالفارسية: سنگر) هي منطقة سكنية تقع في إيران في Sangar District. يقدر عدد سكانها بـ 6,388 نسمة .